# Objektivism (Ayn Rand)
Objektivism är en filosofi utvecklad av Ayn Rand som stipulerar att människor kan bli medvetna om en objektiv verklighet, att förnuft är det väsentliga verktyget för att bearbeta perceptioner, samt att det moraliska syftet med varje individs liv bör vara att sträva efter sitt eget rationella egenintresse för att uppnå lycka. Det enda helt moraliskt godtagbara politiska systemet är fullkomlig laissez-faire-kapitalism, där staten enbart tillåts – i syfte att skydda varje medborgare mot godtyckligt våld – tillhandahålla domstol, polis och militär. Människan ska inte utsättas för våld och ska erhålla negativ frihet för att kunna utveckla sin filosofi, välja sina mål och samarbeta på frivillig basis.
Rand beskriver Objektivismen som en filosofi "för att leva på jorden", med utgångspunkt i verkligheten och med den egna långsiktiga lyckan som mål. Ett centralt inslag i Objektivismen är fokus på den mänskliga potentialen att leva som individ.
Rand skrev: 
| ” | Min filosofi går i grund och botten ut på att människan är ett heroiskt väsen, med den egna lyckan som det moraliska syftet med sitt liv, med produktiva bedrifter som sitt ädlaste göromål och förnuftet som sitt enda absoluta. | „ |

Objektivismens namn kommer från konceptet att äkta "kunskaper" och "värden" måste vara "objektiva"; alltså inte "intrinsikala", isolerade från verkligheten eller på godtyckliga grunder "subjektivt" accepterade, "skapade av ens känslor, begär, 'intuition' eller nycker". Istället är korrekt formade begrepp och värden objektiva i betydelsen att de möter de specifika (kognitiva och/eller biocentriska) behoven hos en individuell människa. Riktiga begrepp och värden är, som Rand uttryckte det, "bestämda av verklighetens natur, men måste upptäckas av det mänskliga medvetandet". Därför förhåller sig Objektivismen öppen för nya kunskaper inom filosofi och forskning, samtidigt som den existerande filosofin kan betraktas som ett slutet ("färdigställt") filosofiskt system. Åsikten att Objektivismen är ett slutet system försvaras idag främst av Leonard Peikoff, Ayn Rands arvtagare och grundare av The Ayn Rand Institute. Grundaren av den konkurrerande organisationen The Atlas Society, David Kelly, hävdar dock att Objektivismen snarare är ett öppet system och att tolerans för oliktänkande är en viktig kognitiv egenskap.

## Objektivistiska principer
Vid en boksignering ombads Ayn Rand en gång att sammanfatta sin filosofi. Många använder denna förenklade beskrivning som den officiella sammanfattningen av Objektivismens grunder.

### Metafysik: objektiv verklighet
De grundläggande lärosatserna i den objektivistiska metafysiken är (1) tillvarons prioritet, (2) identitetslagen (Aristoteles "A är A"), och (3) medvetandets grundprincip. Dessutom (4) kausalitetslagen, som är ett naturligt resultat av identitetslagen. Tillvarons prioritet innebär att realiteten (universum, det som är) existerar oberoende av mänskligt medvetande. Identitetslagen innebär att det som existerar är kvalitativt bestämt, det vill säga har en bestämd, begränsad natur. Medvetandets grundprincip är påståendet att man är medveten. Kausalitetslagen innebär att saker agerar i enlighet med sin natur. Samtliga påståenden är enligt Objektivismen axiom. Beviset för ett axiom är att det är (a) självklart och (b) inte kan förnekas utan att förutsätta dess sanning, eftersom alla argument mot det skulle behöva anta att det är sant.
Att acceptera dessa premisser innebär enligt Ayn Rand att ta avstånd från alla former av vidskepelse och nycker baserade på övernaturlig tro.

### Kunskapsteori: förnuft
Objektivismens kunskapsteori presenteras i Ayn Rands Introduction to Objectivist Epistemology (1967). Rand betraktade kunskapsteorin som en central del av sin filosofi. Hon påpekade en gång: "Jag är inte i första hand en förespråkare av kapitalism, utan av egoism." Hon såg sig primärt som en försvarare av förnuftet och menade att om man erkänner förnuftets överlägsenhet och tillämpar det konsekvent, följer de övriga principerna logiskt därav. Detta var enligt henne den kausalitet som andra filosofer inte tillämpar.
Enligt den objektivistiska kunskapsteorin kan människan, genom sina sinnen och förnuft, nå absolut kunskap om sin omgivning. Därmed tar Objektivismen avstånd från skepticism. Vidare hävdar den att allt som nås genom objektiva, förnuftiga metoder är sant, och tar avstånd från tro, såsom altruistisk tro eller "intuition", som metoder för att nå kunskap.
Rand menade också att all kunskap är induktiv, vilande på induktion. Logiken som Objektivismen grundar sig på är därmed induktiv och utgör ett argument för individens egenintresse.

### Etisk egoism
Den objektivistiska etiken bygger på idén att varje person är moraliskt skyldig att handla i sitt eget intresse. Den hävdar också att det är moraliskt riktigt att agera efter sitt rationella egenintresse och att ingen kan kräva att andra ska bortse från sitt eget intresse. Kritiker menar att etisk egoism tillåter utnyttjande av andra, men Ayn Rand hävdade att det inte finns några långsiktiga värden – det vill säga nettovinster – som kan rättfärdigas genom våld eller tvång, eftersom parasitism är ohållbar och därmed irrationell. Etisk egoism innebär att leva på ett sätt där ens egen lycka och värden inte står i konflikt med andras rätt att förfölja sina egna intressen. Detta är, i andemening, kapitalismens grundregel och vad Ayn Rand förespråkade. Ett citat från Och världen skälvde sammanfattar hennes syn på egoism, som också innebär att respektera andras rätt till sina egna intressen:
| ”                                          | Jag svär – vid mitt liv och vid min kärlek till livet – att jag aldrig kommer att leva för någon annan människas skull, eller begära att någon annan människa ska leva för min. | „ |
| – John Galt, ur Och världen skälvde (1957) | |   |

Däri svär Galt att aldrig försöka leva annat än på sina egna vilkor; Att inte försöka offra sig själv, och på så vis förlora allt inklusive de han älskar.

### Politik: individuella rättigheter och kapitalism
Övergången från den objektivistiska etiken till dess politiska teori bygger på begreppet rättigheter. En "rättighet", enligt Objektivismen, är en moralisk princip som definierar och sanktionerar en individs frihet att handla i ett samhälle. Objektivismen anser att endast individer har rättigheter; det finns ingen objektivistisk syn på "kollektiva rättigheter" som kan reduceras till individuella rättigheter. Dessa rättigheter kan endast inskränkas av offentlig makt om någon genom tvång har kränkt en annan individs rättigheter. Objektivismen stödjer egoismens mening med livet och därmed de mänskliga rättigheterna vid födseln. Ayn Rand menade att även rätten till liv kan begränsas om någon medvetet kränker andras rätt till liv, och betraktade därför dödsstraff som moraliskt acceptabelt. Hon medgav dock att det finns en stor fara i att ge offentlig makt rätt att avsluta liv och föredrog därför att prioritera individens rätt till sitt eget liv.
Objektivismens lista över individuella rättigheter skiljer sig avsevärt från de som antas av de flesta länder. Även om Objektivismen inte använder begreppet naturrätt, baseras dess rättigheter indirekt på den mänskliga natur som beskrivs i Objektivismens metafysik, kunskapsteori och etik. Eftersom människan måste fatta beslut för att överleva, är det grundläggande kravet frihet att fatta beslut och handla efter sitt eget förnuftiga omdöme i enlighet med sitt egenintresse. För att säkra rättigheterna till liv, frihet och egendom förespråkar Objektivismen en nattväktarstat. För att finansiera denna utan beskattning föreslog Ayn Rand att individer och företag kunde betala en frivillig avgift för att försäkra sina affärskontrakt, vilket skulle ge staten resurser att skydda allas rättigheter.
Objektivismen sammanfattar den grundläggande rättigheten som rätten till sitt eget liv – att agera för sitt eget livs skull, inte att få sitt liv skyddat eller sin överlevnad garanterad genom andras ofrivilliga ansträngningar. Detta leder till rätten till egendom, som representerar produktivitetens resultat: enligt Objektivismen kan rätten till liv aldrig innefatta rätten att förfoga över någon annans egendom. Man har rätt att överföra sin egendom till vem man vill av vilken anledning som helst, men detta är endast etiskt om båda parter frivilligt medger transaktionen utan tvång och med förväntan om ömsesidig nytta.
Objektivismen förespråkar också en myntfot – ett monetärt system där den ekonomiska räkenskapsenheten baseras på en fast enhet, så som en mängd guld.

### Konst: romantisk realism

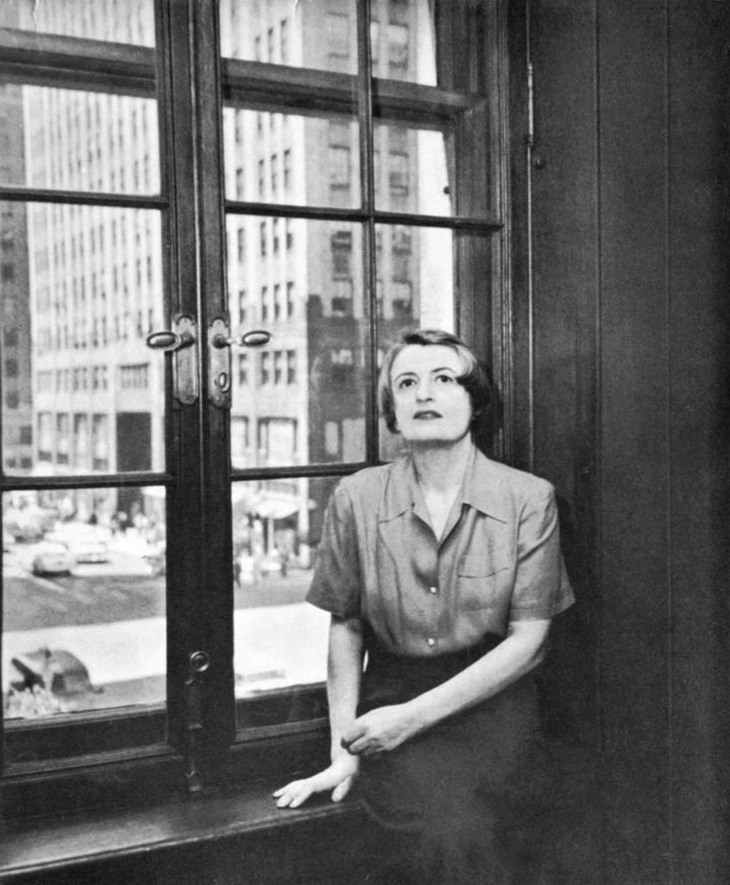
Ayn Rand poserar stilistiskt för foto 1957. Hon ansåg dock att dokumentativ fotografering, som så, inte var en egen konstform.

Ayn Rand definierade sina romaner som "romantisk realism" och betraktade romantiken som den främsta litterära skolan, eftersom den visar en värld "som den borde och kunde vara" – ett uttryck inspirerat av Aristoteles. Romantiken förutsätter att människan har fri vilja, inte att hon är "gudarnas lekboll" eller enbart en "produkt av arv och miljö", vilket stod i stark kontrast till den samtida naturalismen. (Rand uttryckte dock ibland uppskattning för vissa naturalistiska författare, som Sinclair Lewis.) Hennes favoritförfattare och förebilder var Victor Hugo och, med vissa förbehåll, Fjodor Dostojevskij.
Hon utvecklade sin syn på vad konst rent tekniskt är, dess rätta applikationer, samt dess betydelse för mänskligheten i sin bok The Romantic Manifesto: A Philosophy of Literature.

## Kritik
Ayn Rand mötte under sin verksamma tid stark kritik från både konservativa och radikala politiker samt religiösa ledare. Hennes filosofi gav gott om angreppspunkter för meningsmotståndare från både vänster och höger. Rand ansåg själv att dessa gruppers tävlan om att kritisera henne mest visade hur lika varandra de egentligen var.

### Anarkokapitalistisk kritik
Anarkokapitalister hävdar att Objektivismens etik och syn på rättigheter är oförenliga med en stat, även en nattväktarstat. Roy Childs skrev i ett brev till Ayn Rand att hon borde stödja anarkokapitalism istället för den minarkism hon företrädde. Vissa objektivister ser sig själva som anarkokapitalister och anser det vara en bättre ståndpunkt, men Rand tog starkt avstånd från både traditionella anarkister och anarkokapitalister (som hon kallade "högerhippies") och hävdade att anarkismen är en kollektivistisk lära. Hennes stöd för ett offentligt våldsmonopol för försvar, polis och domstolar var lika starkt som hennes motstånd mot statlig inblandning i näringslivet.
En anarkokapitalistisk inriktning som bygger på Objektivismen kallas anarko-objektivism. Dess anhängare accepterar Objektivismens grundprinciper men avvisar Rands försvar av minarkismen.
Ett uttryck som vissa anarko-objektivister använder för sin icke-statliga och icke-kollektivistiska form av privat styrning är "kooperativagorism", som lånar sitt suffix från Samuel Edward Konkins ideologi agorismen. Agorismen förespråkar ett avståndstagande från den statligt kontrollerade ekonomin till förmån för svarta marknader. Kooperativagorister har dock ingen uttalad preferens för en specifik marknadsplats.

## Personer som identifierar sig som objektivister
Rituparna Basu
Robert J. Bidinotto
Harry Binswanger
Yaron Brook
Nicholas Dykes
Debi Ghate
Onkar Ghate
Terry Goodkind
Robert Hessen
David E. Kelley
Leonard Peikoff
George Reisman
Per-Olof Samuelsson
Peter Schwartz
Tara Smith
Zack Snyder
Henrik Unné
Jimmy Wales
Don Watkins
Mike Mentzer